# Areva
Areva je francouzská státní korporace, zaměřující svou činnost na jadernou energetiku.
Sídlí v budově Tour Areva v pařížské čtvrti Coubervoie. Vznikla v roce 2001 fúzí tří firem – Framatome, Cogema a Technicatome. Francouzský stát vlastní asi 90 % akcií Arevy, která je mimo jiné členem aliance GNPE (Global Nuclear Energy Partnership).
Nejvýznamnější oblastí zájmů Arevy je jaderná energetika. Zabývá se vším co souvisí s jaderným palivem (divize Areva Nuclear Cycle), výrobou a instalací součástí komerčních jaderných reaktorů (Areva Nuclear Power) a v neposlední řadě také vývojem nových typů reaktorů a výrobou jaderných pohonných jednotek pro námořnictvo (Areva-Technicatome). Další oblastí zájmů Arevy je využívání obnovitelných zdrojů energie. Jedná se o jedinou společnost na světě, která svou činností pokrývá celý jaderně-palivový cyklus, od těžby uranu po stavbu jaderných elektráren na klíč.

## Historie
Společnost Framatome byla založena v roce 1958 několika francouzskými firmami a americkým Westinghouse, jejím cílem bylo zajišťovat budování jaderných elektráren vybavených Tlakovodním reaktorem (PWR) společnosti Westinghouse v Evropě. Prvním takovým projektem pak byl jeden z návrhů na stavbu jaderné elektrárny Chooz na hranici s Belgií. V té době se o technologii PWR začaly zajímat i ryze francouzské firmy, např. Électricité de France (EDF), státem vlastněná energetická společnost, která ve spojení s belgickými firmami Framatomu konkurovala v tendru s vlastním projektem. Zakázku na klíč získal Framatome. Na počátku osmdesátých let ale přešel Framatome plně pod francouzskou kontrolu a začal vyvíjet reaktor EPR – tedy evropský tlakovodní reaktor. Na přelomu tisíciletí pak došlo ke sloučení Framatomu s těžařskou korporací Cogema a jaderným Technicatomem. Do června 2011 řídila korporaci manažerka Anne Lauvergeon, která byla svého času poradkyní prezidenta Francoise Mitterranda a ředitelkou telekomunikační společnosti Alcatel. Arevu vedla Anne Lauvergeon po dobu deseti let, v roce 2011 skončilo funkční období a francouzské ministerstvo průmyslu a obchodu se rozhodlo ho neprodloužit. Jejím nástupcem se stal Luc Oursel, dosavadní náměstek. Francouzská vláda vyjádřila spokojenost se současnou politikou Arevy a vyzvala k jejímu dalšímu rozvíjení. Od roku 2011 společnost prochází složitým obdobím, především kvůli projektům výstavby svých jaderných reaktorů. V roce 2015 společnost dokonce oznámila, že propustí po celém světě až 6000 svých zaměstnanců.

## Současnost
Firma od roku 2007 nedostavěla jediný jaderný reaktor a kvůli špatným investicím a nedodržování termínů staveb se propadla do miliardových ztrát. Možným řešením krizové situace má být sloučení s energetickou společností EDF vlastněnou převážně francouzským státem.

## Reaktory

### EPR
Jedná se o tlakovodní reaktor generace III+ vyvinutý ve spolupráci s EDF a Siemens AG. U tohoto reaktoru je kladen údajně důraz na účinná a jednoduchá bezpečnostní opatření a vysoký výkon. Jako palivo může používat buď uran obohacený na pět procent, nebo kombinaci uranu a plutonia. V současnosti jsou ve stavbě čtyři reaktory – Jaderná elektrárna Olkiluoto 3 (Finsko), Flamaville 3 (Francie) a dva v čínském Taishan. Zájem o tento typ rektoru projevilo několik dalších států, mimo jiné se s ním Areva neúspěšně účastnila tendru na výstavbu třetího a čtvrtého bloku jaderné elektrárny Temelín, ze kterého byla na podzim 2012 vyřazena.

### Atmea 1
Nový typ reaktoru zacílený na rozvinuté i rozvojové země je vyvíjený ve spolupráci s Mitsubishi.

### Kerena
Na rozdíl od předchozích se jedná o varný reaktor (BWR) generace III+, prozatím známý jako SWR-1000. Návrh využívá německých zkušeností s tímto typem reaktoru, především pak poznatky z provozu dvou reaktorů v elektrárně Gundremmingen.